# Église Saint-Cénéry de Parigné-sur-Braye
L'église Saint-Cénéry ou Saint-Cénéri est une église catholique située à Parigné-sur-Braye, dans le département français de la Mayenne.
Donnée une première fois à la Vierge Marie, la dédicace est modifiée en 1186 en faveur de saint Céneri.

## Localisation
L'église est située dans le bourg de Parigné-sur-Braye, en bordure de la route départementale 217.

## Histoire
L'église d'origine est fondée au IVe siècle par saint Thuribe, évêque du Mans, comme en témoignent les actes des évêques du diocèse.
L'édification de l'église actuelle débute au XIe siècle. Le chœur est reconstruit au XVe siècle et les chapelles latérales ajoutées au XVIIe siècle. De nombreux travaux sont effectués aux XIXe siècle et XXe siècle pour rénover l'église, qui est en état de délabrement. Au début du XXe siècle, la charpente menace même de s'effondrer. L'architecte Alfred Tessier, chargé des travaux, écrit dans son rapport : « La couverture en ardoise et le lattis sont complètement pourris et en si mauvais état que depuis longtemps déjà toute réparation est devenue impossible. La charpente du clocher est aussi pourrie et disloquée. La plupart des tenons ont disparu et les mortaises sont entièrement rongées. Le clocher du reste mal équilibré ne nous parait pas réparable et sa démolition s’impose si l’on ne veut pas attendre qu’il devienne un danger pour la sécurité publique. » Un important travail de rénovation est donc entrepris ; sont ainsi refaits la charpente, la couverture, les murs qui étaient lézardés, le sol et les enduits intérieurs. Le clocher est construit et les vitraux sont posés.
L'inventaire ne peut se dérouler comme prévu le 15 février 1906. L'agent se retire devant les portes fermées et les protestations du curé, pour revenir accompagné de six gendarmes le 24 février suivant. »

## Architecture et extérieurs
Le chœur est à chevet plat. La fenêtre du chevet est divisée en 3 lancettes.
Les petites fenêtres romanes ont leurs cintres faits de cinq claveaux.

## Intérieur
La partie la plus ancienne est la nef, d'origine romane et datant du XIe siècle. Les chapelles latérales nord et sud portent respectivement les dates de 1660 et 1668. Les deux côtières de la nef ont été édifiées en appareil en feuilles de fougère qui, selon l'abbé Angot, est « le mieux exécuté et le plus complet que l'on peut voir en Mayenne. »

### Retable lavallois
Le retable du maître-autel, de style lavallois, est l'œuvre de François II Houdault. Le chantier débute en 1646 pour se terminer en 1649. Les habitants de Parigné lui demandent de construire le maître-autel de leur église suivant et conformément au dessein représenté par luy et sur lequel il avait déjà marchandé un autre autel en l'église de Saint-Berthevin.. L'élèvement des deux retables doit être simultané en termes de date. Houdault élève à Saint-Berthevin un deuxième autel dédié à la Vierge.
Les niches accueillent les statues en terre cuite polychromes de saint Pierre et saint Paul. La niche supérieure représente la Vierge Marie, ancienne patronne de l'église. Le tableau central du retable montre l'Ascension du Christ ; il remplace l'œuvre d'origine.
Aucune statue ne représente saint Céneri, pourtant patron de l'église. Une statue posée à l'entrée de la nef représente Isidore le Laboureur. D'autres statues représentent saint Roch, sainte Barbe, la Vierge à l'Enfant.
Enfin, deux autres retables de l'église contiennent chacun un tableau du peintre mayennais Jean Gourdier : la Cène (1829) et le Baptême du Christ.